# Tillenay

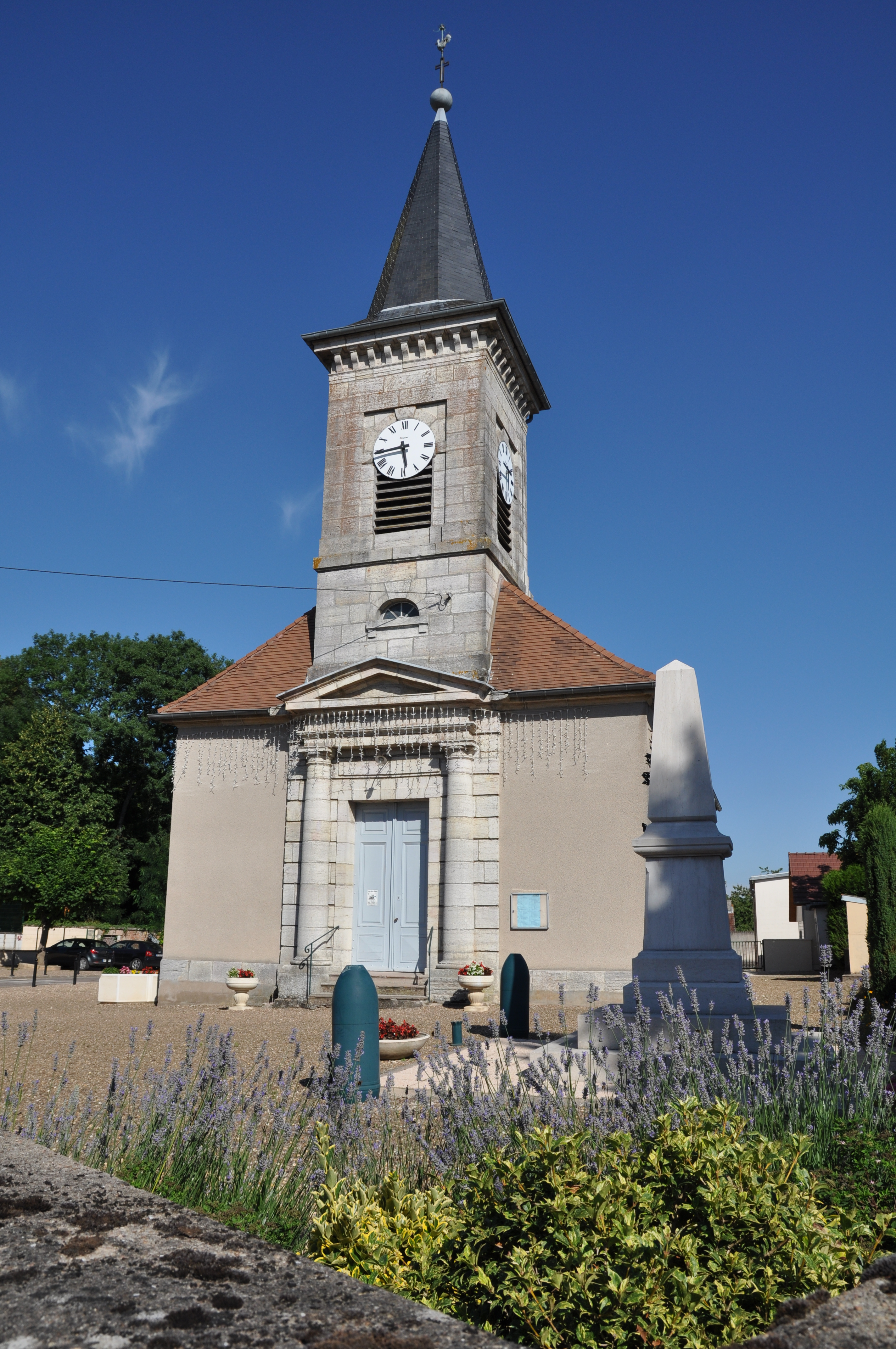
Kerk

Tillenay is een gemeente in het Franse departement Côte-d'Or (regio Bourgogne-Franche-Comté) en telt 603 inwoners (2005). De plaats maakt deel uit van het arrondissement Dijon.

## Geografie
De oppervlakte van Tillenay bedraagt 6,1 km², de bevolkingsdichtheid is 98,9 inwoners per km².
De onderstaande kaart toont de ligging van Tillenay met de belangrijkste infrastructuur en aangrenzende gemeenten.

## Demografie
Onderstaande figuur toont het verloop van het inwonertal (bron: INSEE-tellingen).